# Belägringen av Kexholm

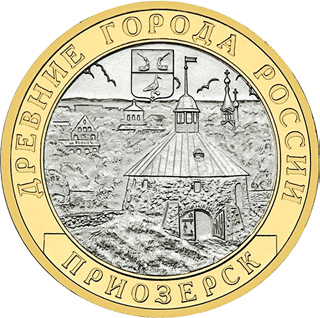
Medalj över erövringen av Kexholm, slagen av Peter den store

Belägringen av Kexholm är en del av det Stora nordiska kriget och ingick i den ryska ockupationen av Finland under åren 1710–1721.
Före sommaren 1710 berörde Stora nordiska kriget Kexholm endast indirekt. Den 8 juli detta år ankom ryska trupper till platsen och slog en belägringsring runt stad och fästning. Kommendant i Kexholm var då översten Johan Stiernschantz. I fästningen fanns 560 man varav 501 infanterister och 57 artillerister, av dem var dock 70 sjuka. De ryska trupperna leddes av generalmajoren Roman Bruce. De bestod av kavalleri, infanteri och en två dagar senare anländ flotta. Eftersom de ryska trupperna som enheter var starkt försvagade av sjukdom hade de order om att inte försöka sig på en stormning utan endast använda artilleribeskjutning med lätta mörsare. Stiernschantz bad förgäves befälhavaren över armén i Finland generalmajoren Georg Lybecker om hjälp. Ryssarna sände den 16 juli ett bud till fästningen och krävde dess kapitulation men svaret blev nekande. Den 20 juli utökades belägrarnas skara med en infanteribataljon från Olonets och ytterligare förstärkning fick man vid månadsskiftet då en flotta lastad med tungt artilleri anlände från Nöteborg. Den tunga artilleribeskjutningen pågick från 7 augusti till 2 september. Till slut sände kommendant Stiernschantz en budbärare till den ryske befälhavaren och förhandlingar om kapitulation inleddes. Stadens befolkning och den svenska garnisonen tilläts lämna fästningen den 8 september 1710.